# L'armata Brancaleone
L'armata Brancaleone is een Italiaanse film van Mario Monicelli die werd uitgebracht in 1966.

## Verhaal
Italië, 11e eeuw. Ridder Arnolfo Mano-di-ferro werd overvallen en beroofd van zijn bezittingen door een bende gewetenloze plattelanders. Terwijl ze in hun buit snuffelen treffen ze een perkament aan dat aan de bezitter ervan het eigendom toekent van het leen Aurocastro, gelegen in Apulië. De bandieten gaan dan ook snel op zoek naar een ridder die dat leen in hun naam kan opeisen. 
Brancaleone da Norcia is de jonge aristocraat op wie ze hun hoop vestigen. Hij is een arme, onhandige en onbekwame ridder die zich aan het hoofd laat zetten van een kleurrijke bende haveloze, slecht bewapende en lafhartige bandieten. De fantasierijke Brancaleone spreekt heel ernstig over zijn 'leger'. Door zijn naïviteit en hun gebrek aan moed komen ze onderweg naar hun doel terecht in de meest koddige en boertige situaties.

## Rolverdeling
| Acteur                | Personage             |
| --------------------- | --------------------- |
| Vittorio Gassman      | Brancaleone da Norcia |
| Gian Maria Volonté    | Teofilatto dei Leonzi |
| Catherine Spaak       | Matelde               |
| Carlo Pisacane        | Abacuc                |
| Folco Lulli           | Pecoro                |
| Ugo Fangareggi        | Mangoldo              |
| Barbara Steele        | Teodora               |
| Enrico Maria Salerno  | Zenone                |
| Maria Grazia Buccella | de weduwe             |
| Pippo Starnazza       | Piccioni              |